# Wairoa River (Tasman, Waimea River)
Der Wairoa River ist ein  Fluss im Tasman District auf der Südinsel von Neuseeland.

## Namensherkunft
In der Sprache der Māori bedeutet „Wairoa“ so viel wie „langer Fluss“.

## Geographie
Der Wairoa River entsteht durch den Zusammenfluss der beiden Fließgewässer Wairoa River Left Branch und Wairoa River Right Branch östlich der Gordon Range und rund 10 km südsüdöstlich von Wakefield. Von dort aus fließt der Fluss zunächst in Mäanderform, dann relativ gradlinig nach Norden, um dann nach rund 21 km zusammen mit dem Wai-iti River den Waimea River zu bilden. Dieser mündet dann nordwestlich von Richmond in das Waimea Inlet, das wiederum in die Tasman Bay / Te Tai-o-Aorere mündet.

## Wairoa River Left Branch
Der Wairoa River Left Branch entspringt nördlich des 1791 m hohen Maungakura / Red Hill in den Richmond Range, weist eine Länge von rund 24,5 km auf und vereinigt sich östlich der Ausläufer der Gordon Range mit dem Wairoa River Right Branch.

## Wairoa River Right Branch
Der Wairoa River Right Branch entspringt an der Westflanke des 1361 m hohen Mount Glennie in den Richmond Range und fließt über 14,9 km entlang der Ostflanken der Gordon Range.